# Pterolepis (insecte)
Pour le genre de plantes, voir Pterolepis.
Genre
Pterolepis est un genre d'insectes orthoptères de la famille des Tettigoniidae (sauterelles).
Synonymie
- Rhacocleis Fieber, 1853 (selon Fauna Europaea).

## Distribution
Les espèces de ce genre se rencontrent dans le sud de l'Europe (Portugal, Espagne, Corse, Sardaigne, Sicile...) et en Afrique du Nord. 

## Liste des espèces
Selon Fauna Europaea (21 sept. 2014)
- Pterolepis agiostratica
- Pterolepis anatolica
- Pterolepis annulata
- Pterolepis baccettii
- Pterolepis bonfilsi
- Pterolepis bucchicii
- Pterolepis cordubensis
- Pterolepis corsicana syn. Rhacocleis neglecta corsicana[2]
- Pterolepis crypta
- Pterolepis derrai
- Pterolepis distinguenda
- Pterolepis edentata
- Pterolepis elymica
- Pterolepis ferdinandi
- Pterolepis germanica
- Pterolepis graeca
- Pterolepis grallata
- Pterolepis insularis
- Pterolepis japygia
- Pterolepis lithoscirtetes
- Pterolepis lusitanica
- Pterolepis maculipedes
- Pterolepis neglecta
- Pterolepis pedata
- Pterolepis poneli
- Pterolepis silvestrii
- Pterolepis spoliata
- Pterolepis thyrrhenica
- Pterolepis trilobata
- Pterolepis uvarovi
- Pterolepis werneri